# Dolní Újezd (Svitavyi járás)
Dolní Újezd település Csehországban, a Svitavyi járásban. Dolní Újezd Trstěnice, Sebranice, Horní Újezd, Morašice, Osík, Litomyšl, Vidlatá Seč és Desná településekkel határos. Lakosainak száma 1954 fő (2024. január 1.).

## Népesség
A település lakosságának változását az alábbi diagram mutatja:
| Lakosok száma | 2425 | 2361 | 2318 | 1781 | 1749 | 1875 | 1982 | 1936 | 1955 | 1954 |
|               | 1869 | 1890 | 1921 | 1950 | 1980 | 2001 | 2017 | 2019 | 2022 | 2024 |